# Papuacedrus papuana
Papuacedrus es un género monotípico de plantas fanerógamas perteneciente a la familia Cupressaceae. Su única especie: Papuacedrus papuana, es originaria del este de Asia. Algunos botánicos no consideran a esta especie como la formación de un género distinto, sino incluido en el género relacionado Libocedrus. Es nativo de Nueva Guinea y el este de las Molucas.

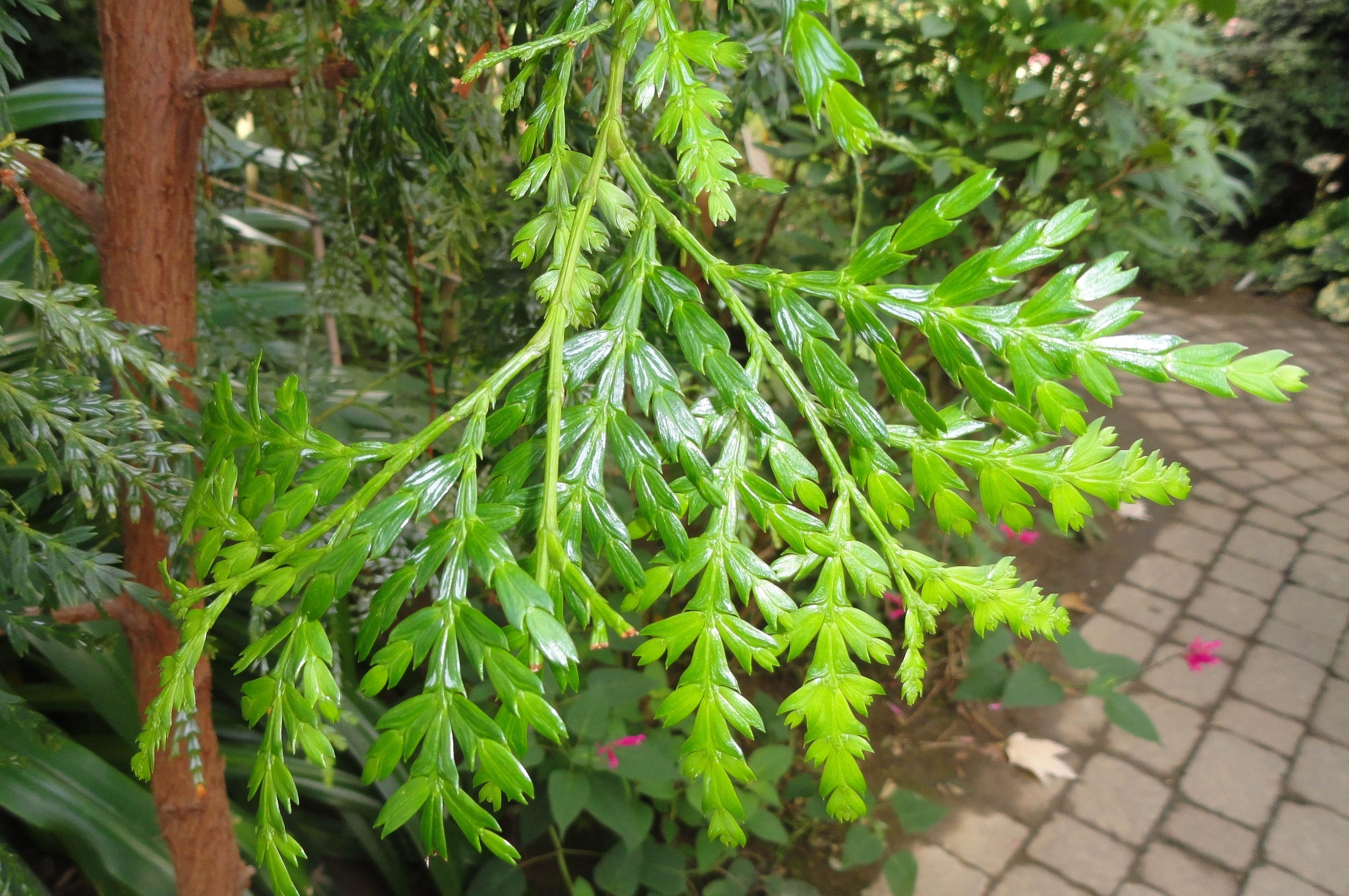
Hojas

## Descripción
Por lo general es un árbol  de tamaño mediano a grande de hoja perenne que alcanza un tamaño de 16-50 m de altura, a gran altitud solo es un arbusto que alcanza hasta 3 m). El follaje tiene en hojas planas, como escamas, en pares opuestos, con pares facial y lateral alterna, las hojas laterales son más grandes, de 2-3 mm de largo en árboles maduros y de hasta 20 mm de largo en árboles jóvenes, el facial son hojas más pequeñas, de 1 mm en los árboles maduros y hasta 8 mm en los árboles jóvenes. Los conos son de 1-2 cm de longitud, con cuatro escalas, un par pequeño, basal estéril, y un par más grande fértil, las escalas fértiles cada una con dos semillas aladas.

## Taxonomía
Papuacedrus papuana fue descrita por (F.Muell.) H.L.Li y publicado en Journal of the Arnold Arboretum 34(1): 25, f. 33. 1953.
Variedades
La especie tiene dos variedades, la mayoría fácilmente distinguibles como plantas jóvenes con hojas juveniles (el follaje adulto es casi indistinguible):
Papuacedrus papuana var. papuana . Nueva Guinea, al este de 138 ° longitud E; 620-3,800 m de altitud. Juvenil tiene en el ápice una extensión en forma de gancho.
Papuacedrus papuana var. arfakensis. Nueva Guinea, al oeste de 138 ° longitud E, Molucas; 700-2,400 m de altitud. 
Sinonimia
- Libocedrus papuana F.Muell. basónimo
- Libocedrus torricellensis Schltr. ex Lauterb.
- Papuacedrus torricellensis (Schltr. ex Lauterb.) H.L.Li
- Thuja papuana (F.Muell.) Voss

var. arfakensis (Gibbs) R.J.Johns
- Libocedrus arfakensis Gibbs
- Libocedrus papuana var. arfakensis (Gibbs) de Laub.
- Libocedrus papuana subsp. arfakensis (Gibbs) Silba
- Papuacedrus arfakensis (Gibbs) H.L.Li[2]